# Ampulex surinamensis
Ampulex surinamensis är en  stekelart som beskrevs av De Saussure 1867. Ampulex surinamensis ingår i släktet Ampulex och familjen Ampulicidae. Inga underarter finns listade i Catalogue of Life.